# موسایال
موسایال (به لاتین: Musayal) یک منطقه مسکونی در جمهوری آذربایجان است که در شهرستان گدابیگ واقع شده است. موسایال ۱۴۲ نفر جمعیت دارد.